# Certificat de synthèse clinique et thérapeutique
Le certificat de synthèse clinique et thérapeutique (CSCT) est une épreuve d'État qui permet de confirmer officiellement que le participant est apte à exercer la médecine, la maïeutique ou l'odontologie en France. Il est l'équivalent du certificat de synthèse pharmaceutique (alias CSP) pour l'exercice de la pharmacie.

## En médecine
L'épreuve se passe en DFASM 3 (6e année), en général avant les épreuves classantes nationales (ECNi, anciennement concours de l'internat puis ECN).
Le CSCT de médecine n'a plus aucune utilité spécifique car désormais il faut avoir validé entièrement le deuxième cycle des études médicales et avoir validé un certain nombre de semestres d'internat pour exercer comme remplaçant.
Il donne accès au poste de faisant fonction d'interne (FFI). La plupart des facultés ont désormais intégré le CSCT dans les examens de validation de la 6eme année.

## En odontologie
L'épreuve se passe en DFASO 2 (5e année).
Elle se compose d'une épreuve écrite et d'une épreuve orale.
L'épreuve écrite, d'une durée de 3 heures, comporte des questions sur 6 disciplines :
- odontologie conservatrice, endodontie (OCE) ;
- prothèse dentaire ;
- orthopédie dento-faciale (ODF) (classiquement appelée orthodontie) ;
- odontologie pédiatrique (pédodontie) ;
- parodontologie ;
- chirurgie

Lors de l'épreuve orale l'étudiant devra présenter, après préparation, un cas clinique, proposé par un jury composé de maîtres de conférences spécialisés dans différents enseignements.
Cette épreuve, si elle est validée, donne le droit à ses titulaires de prescrire et d'exercer pendant 1 an après la TCEO 1 sans avoir à valider son diplôme d'État de docteur en chirurgie dentaire (épreuve de la thèse). Par la suite, si la thèse n'est pas validée, le praticien ne pourra plus ni exercer ni prescrire jusqu'à la validation de son diplôme d'État de docteur en chirurgie dentaire.